# Amaurosis fugax
Amaurosis fugax of vluchtige blindheid is het verschijnsel dat mensen plotseling en kortdurend met één oog niet meer kunnen zien. 
Het wordt meestal veroorzaakt door een onderbreking van de bloedtoevoer naar het netvlies, een van de meest gevoelige weefsels van het lichaam voor zuurstofgebrek. Het kan een uiting zijn van TIA's of van arteriitis temporalis, maar kan ook van neurologische aard zijn zoals bij multipele sclerose. De oorzaak moet altijd worden uitgezocht omdat daarmee soms een blijvende blindheid kan worden voorkomen. Niet altijd wordt er echter een oorzaak gevonden terwijl sommige oorzaken niet goed behandelbaar zijn.